# Kostel svaté Kateřiny (Betlém)
Kostel svaté Kateřiny v Betlémě (arabsky كنيسة القديسة كترينا) je římskokatolický poutní chrám zasvěcený sv. Kateřině Alexandrijské ve městě Betlém v Palestině. Stojí těsně vedle kostela Narození Páně, s nímž je propojen ambitem a bočním portálem. Přiléhají k němu klášterní budovy řádu františkánů provincie Terra sancta (Svatá země). Je součástí areálu chráněného jako světové dědictví UNESCO.

## Dějiny
Kostel založili příslušníci křižáckých řádů během první křížové výpravy 6. června 1099 nad památnou jeskyní, ve které podle zbožné tradice pobýval svatý Jeroným. Roku 1347, V době vlády Mamlúků jej zasvětili sv. Kateřině Alexandrijské. O vzorné službě mnichů františkánského řádu, existenci tří jeskyní a ambitu svědčí na konci 15. století například cestopis Jana Hasištejnského z Lobkovic, který Betlém navštívil roku 1493. Zmiňuje se o tradici místa, na němž stály jesle, ke kterým se přišli klanět Tři králové. Od této tradice je odvozen současný postranní oltář v kostele sv. Kateřiny, pod jehož menzou je zem vystlána slámou a na ní socha Ježíška.
Současná stavba byla založena roku 1882 na místě románsko-gotického chrámu a jeho byzantských předchůdců z 5. století. Má čtvercový ambit, který zčásti využívá středověkou stavbu. Roku 1982 byl doplněn ochoz na stavbami a klášterní areál Casa Nova (Nový dům), který slouží mimo jiné jako římskokatolické farní centrum v Betlémě.
Podle tradice kostel stojí na místě, kde se Ježíš Kristus zjevil svaté Kateřině a předpověděl jí mučednickou smrt. Ve 12. století, v době křižácké vlády Jeruzalémského království, byl severně od kostela Narození Páně zřízen klášter augustiniánů kanovníků, z něhož se zachovalo jádro v nyní zrekonstruovaném klášteře františkánů. Na východní straně měl kapitulní dům, z něhož se vstupovalo do pravoúhlé stavby kostela, zmíněného poprvé v 15. století a využívaného katolickými řeholníky, protože katolíci byli tehdy z bohoslužeb řeckého ortodoxního chrámu Narození Páně vyloučeni.

## Kostel

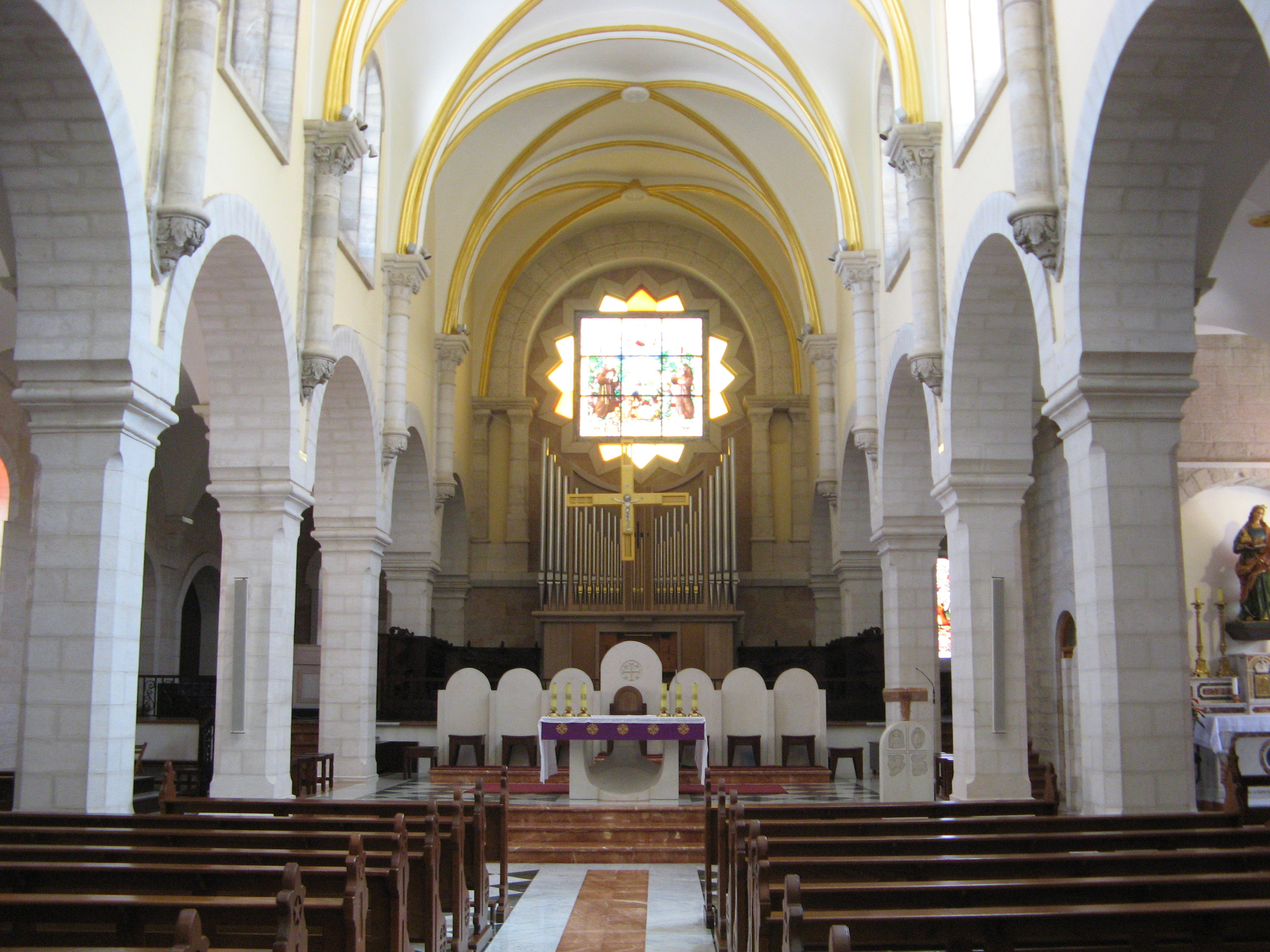
Závěr kostela

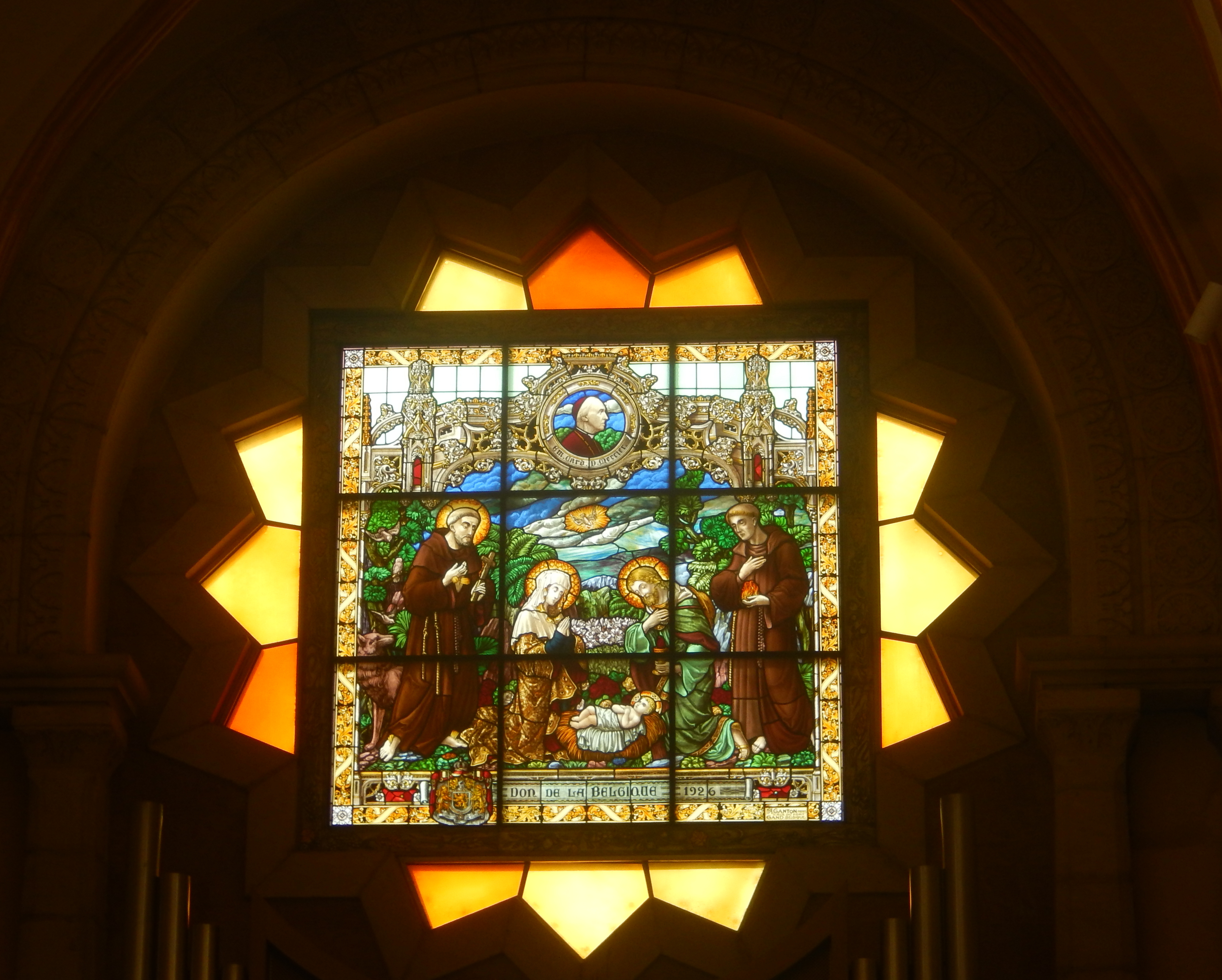
Sklomalba Narození Páně se sv. Františkem a sv. Antonínem

Středověké budovy kostela a kláštera byly většinou zničeny výstavbou nového kostela v letech 1874 až 1882. Brutální realizace novostaveb celého areálu probíhala tehdy bez účasti archeologů, ani památková péče ve smyslu dohledu nad stavbami v Palestině neexistovala. Autorem úprav stavby z 50. let 20. století byl architekt Antonio Barluzzi, hlavní papežský projektant v biblických lokalitách. Fragmenty zdiva se dochovaly v jihozápadním koutě lodi, větší část středověké podlahy se rovněž dochovala pod současnou. Kostel je trojlodní bazilika. Hlavní loď byla do roku 1999 vyzdobena mnoha lámacími koly, atributy mučednictví sv. Kateřiny. Byla odstraněna při restaurování z roku 2000 a nahrazena 14 symbolickými kruhy z LED žárovek na pilířích mezilodní arkády. K témuž výročí byl zvětšen prostor za hlavním oltářem.
Klášter: schodiště z jižní lodi kostela vede do suterénu a chodbou k soustavě jeskyní pod kostelem Narození Páně, kde se nacházejí hroby sv. Jeronýma a jeho žákyň, sv. Pauly a sv. Eustochie. Ostatky těchto svatých byly v 15. století přeneseny do baziliky Santa Maria Maggiore v Římě, jde tedy o pouhé památníky (kenotafy)
Tři křídla klášterních budov navrhl v románsko-gotickém stylu italský architekt Antonio Barluzzi. roku 1874. Byly obnoveny a v letech 1948–1949 zrekonstruovány při zachování starších částí. Klášter odpovídá velikosti původní budovy středověkého augustiniánského kláštera kromě východního křídla. Spojovací dveře umožňují přímý vstup do jeskyně Narození Páně, která je otevřena pouze k liturgii anebo během procesí františkánů.

## Interiér
Vnitřní vybavení je pro katolický kostel neobvyklé a je dílem několika etap úprav z 20.–21. století. V roce 1926 bylo v závěru odhaleno okno a doplněna do něj sklomalba. Při adaptaci roku 1982 byla zrušena kazatelna s pozoruhodnou plastikou olivového keře a k dosavadnímu mobiliáři přidán oltář čelem k lidu. Původní chór s táflovaným dřevěným obložením a kanovnickými lavicemi byly roku 2000 zastíněny, stejně jako starší oltář s obrazem Narození Páně, a doplněno pět mohutných křesel čelně k lidu, dispozicí připomínající reformované kostely. Na místě oltářního retáblu byla prodloužena skříň varhan.
- Sklomalba ve tvaru betlémské hvězdy: Narození Páně s klaněním dvou františkánů, sv. Františka a sv. Antonína Paduánského, v medailonu je hlava kardinála Emanuela Merciera, pod jehož patronací Belgičané okno darovali kostelu v roce 1926
- Sklomalba kruhová (v západním portálu): Klanění Tří králů, autor Louis-Victor Gesta; podle nápisů dar francouzských poutníků z roku 1885
- Boční oltář Panny Marie, v prosklené oltářní menze dřevořezba Jezulátka na slámě; o Vánocích se přesunuje na hlavní oltář.
- Barokní křtitelnice s postavou anděla a s františkánským znakem mramor (1734)
- Kaple sv. Josefa
- Kaple betlémských neviňátek – údajně nad jeskyní, v níž byly pohřbena novorozeňata, vyvražděná krále Herodem; tradici tohoto místa nejméně od 15. století doložil ve svém cestopisu Jan Hasištejnský z Lobkovic.[6]

Podzemí
- Kenotafy sv. Jeronýma a jeho žákyň sv. Pauly a sv. Eustochie, a jejich následovníka Eusebios z Kaisareie
- Socha sv. Jiří v boji s drakem, patrona rytířů křížových výprav (1884)

Nádvoří
- Sloup se sochou píšícího sv. Jeronýma, s lebkou u nohou; socha upomíná na historickou skutečnost, že zde Jeroným v letech 385-420 žil v jedné jeskyni a pracoval na překladu bible.[7]

## Provoz
Kostel v současnosti slouží především jako odlehčovací svatyně sousednímu chrámu Narození Páně, do něhož se poutníci pro velký nával nevejdou. Výpravy vedené římskokatolickým knězem si zde dávají sloužit vlastní mši a v chrámu Narození si pak jednotlivě vystojí frontu, aby se před oltářem Narození Páně alespoň poklonili. V kostele sv. Kateřiny se slouží na Štědrý den půlnoční mše, která se přenáší přímým televizním přenosem do celého světa.

## Galerie

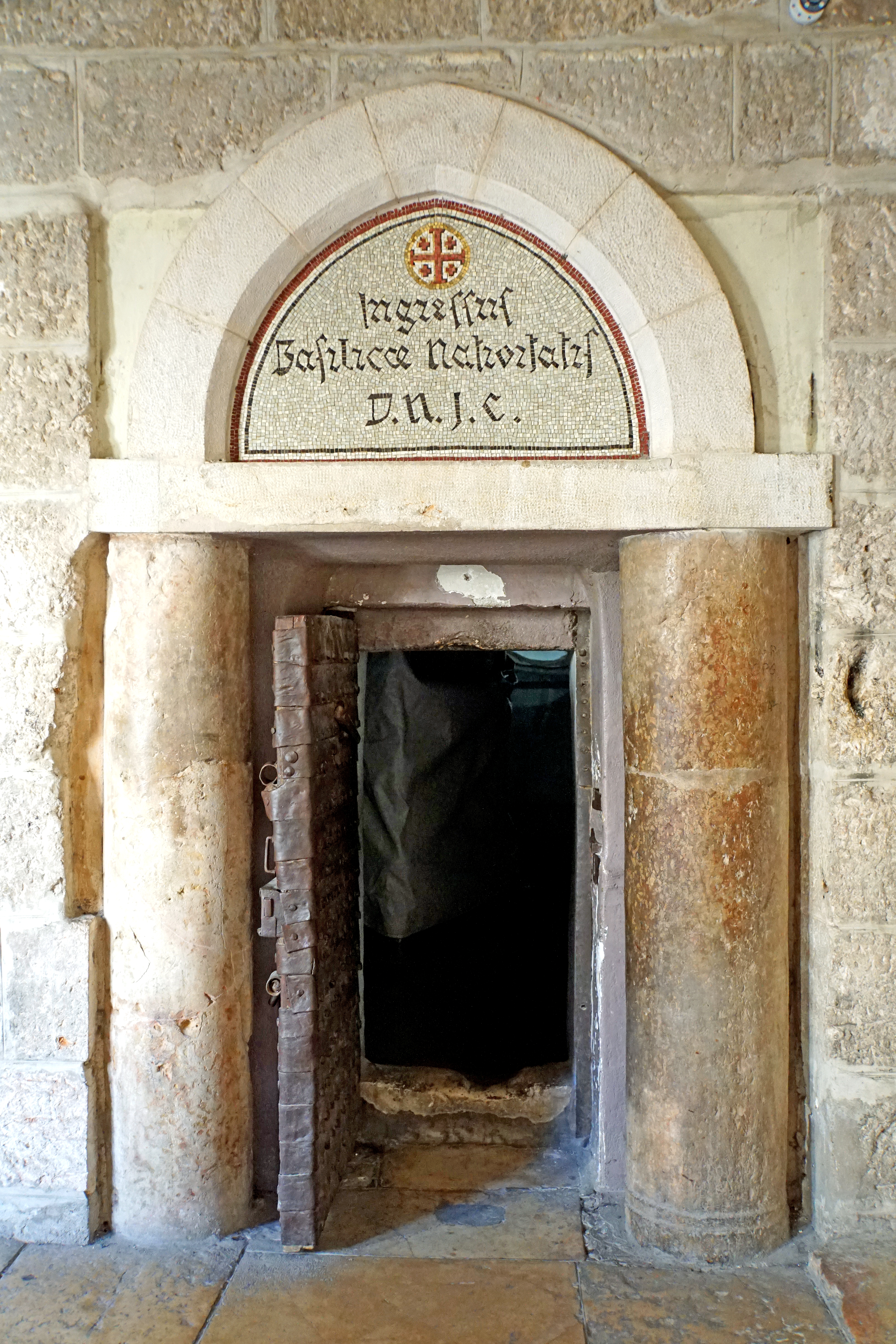
Portál do chrámu Narození se středověkými sloupy
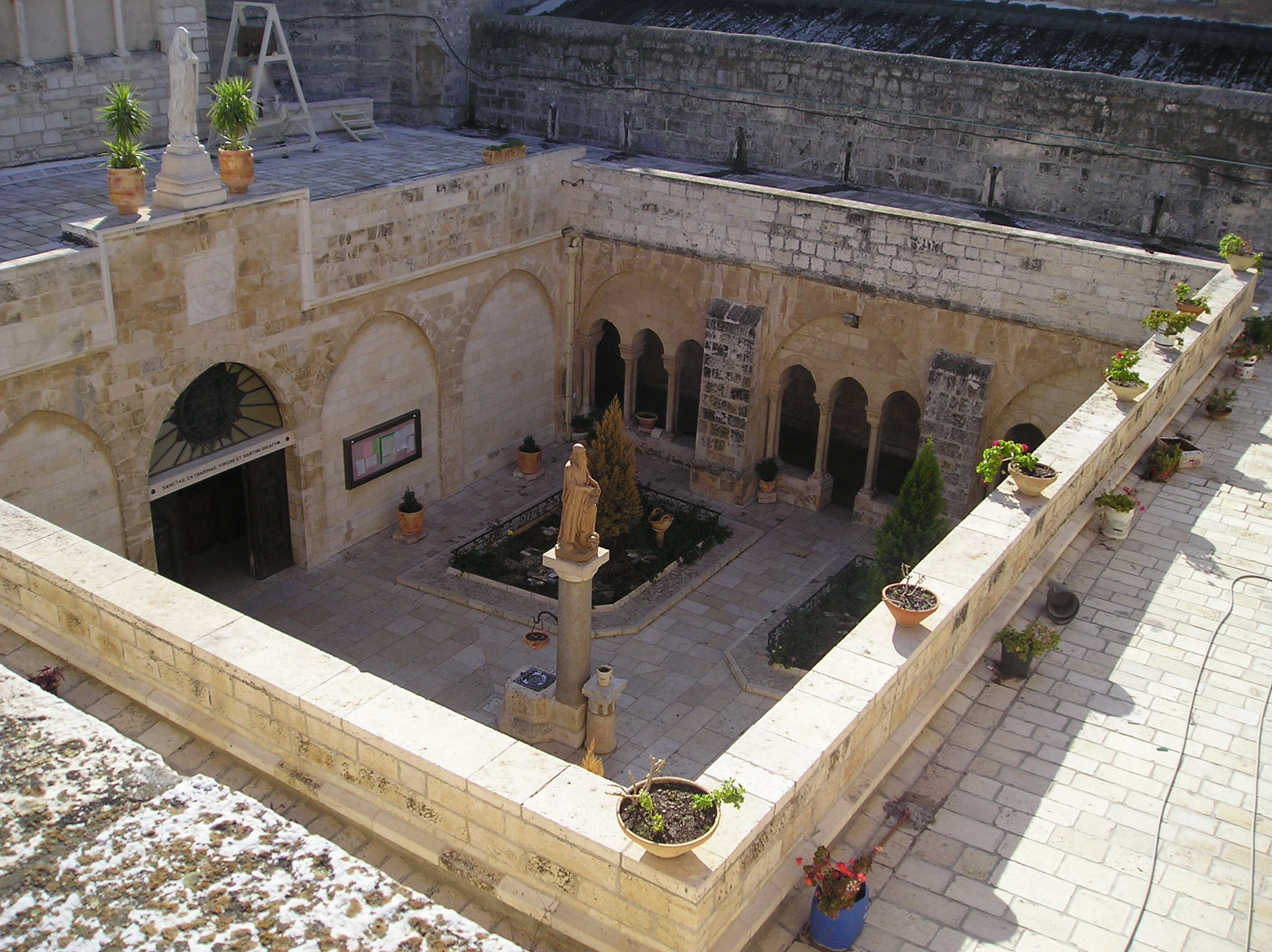
Ochoz nad ambitem, vzadu zeď kostela Narození Páně
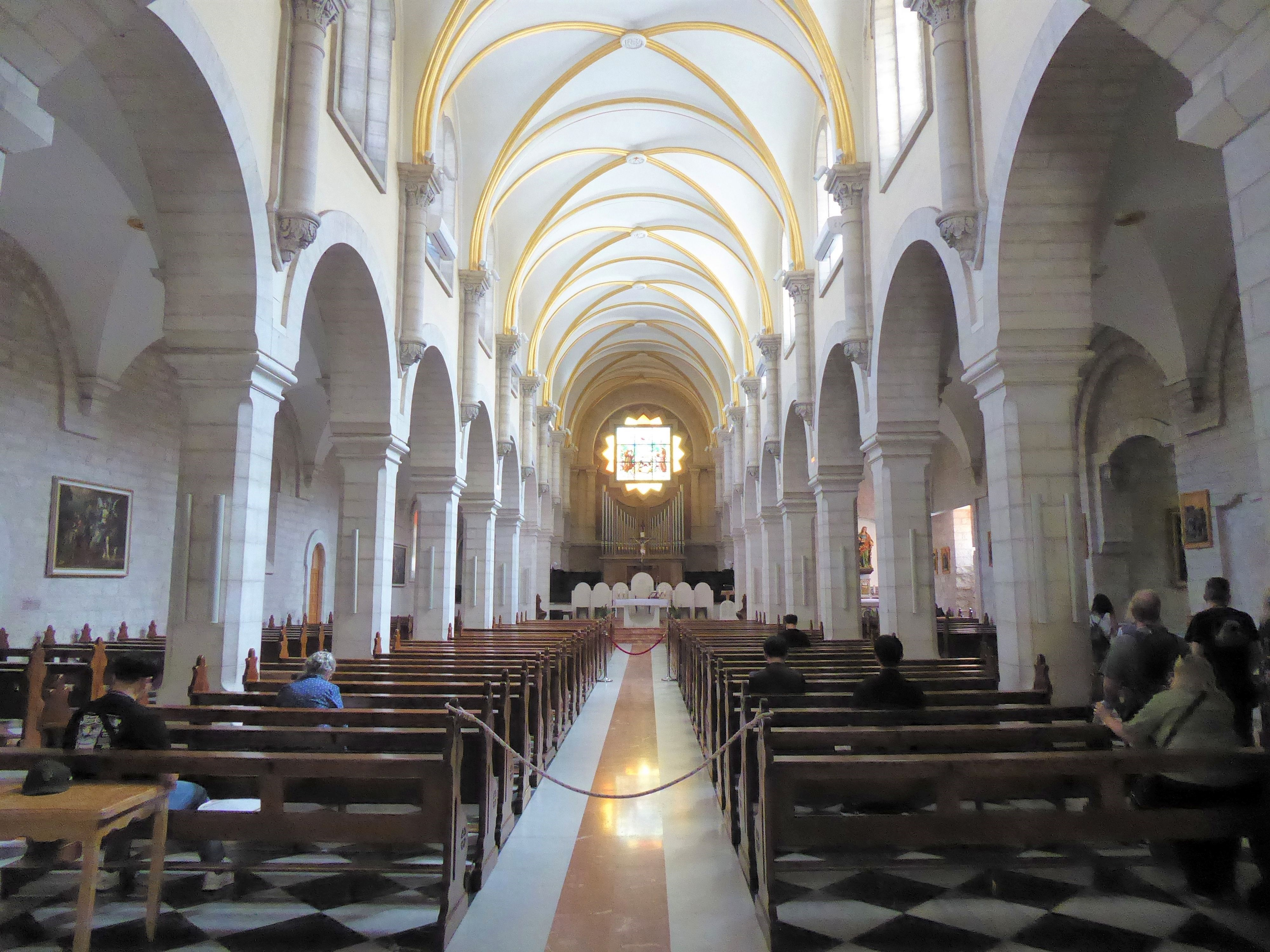
Interiér baziliky
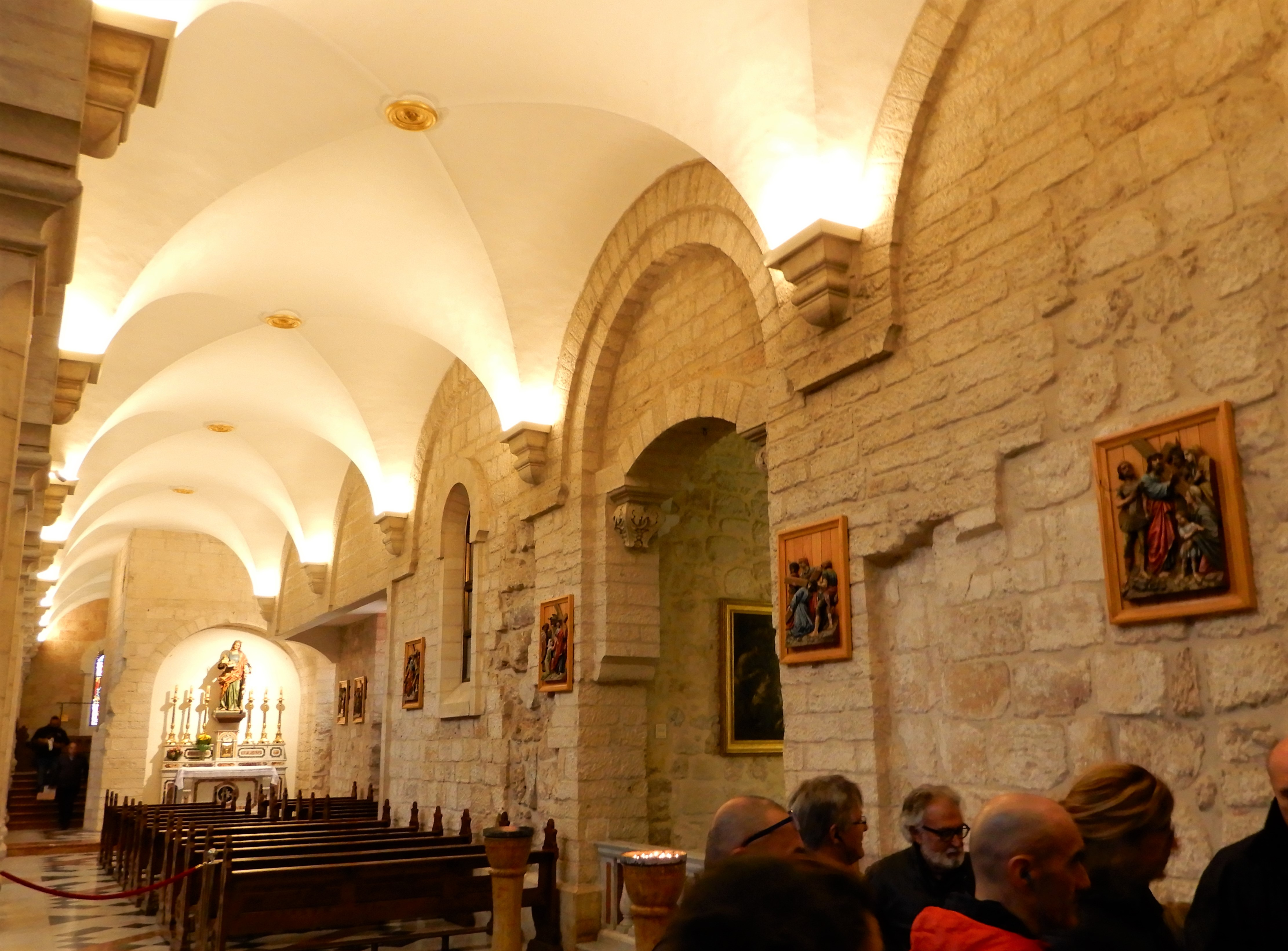
Jižní boční loď
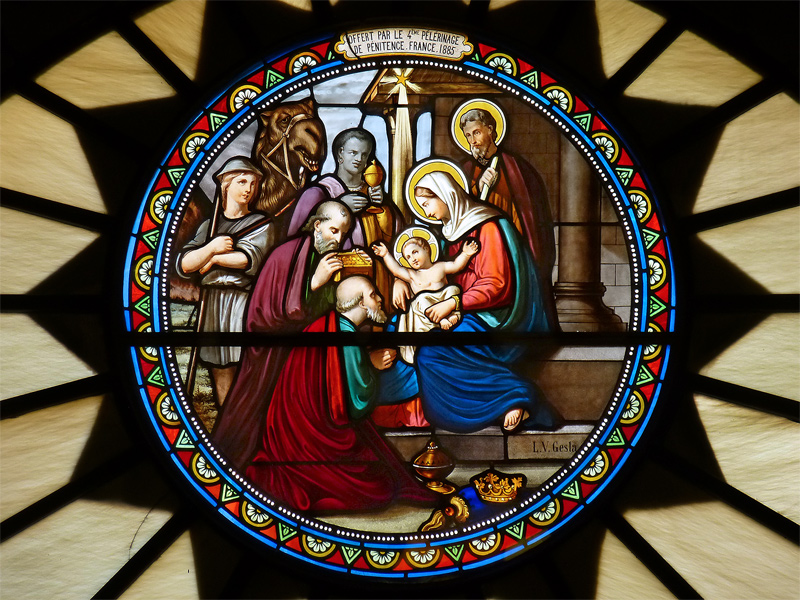
Sklomalba Klanění Tří králů
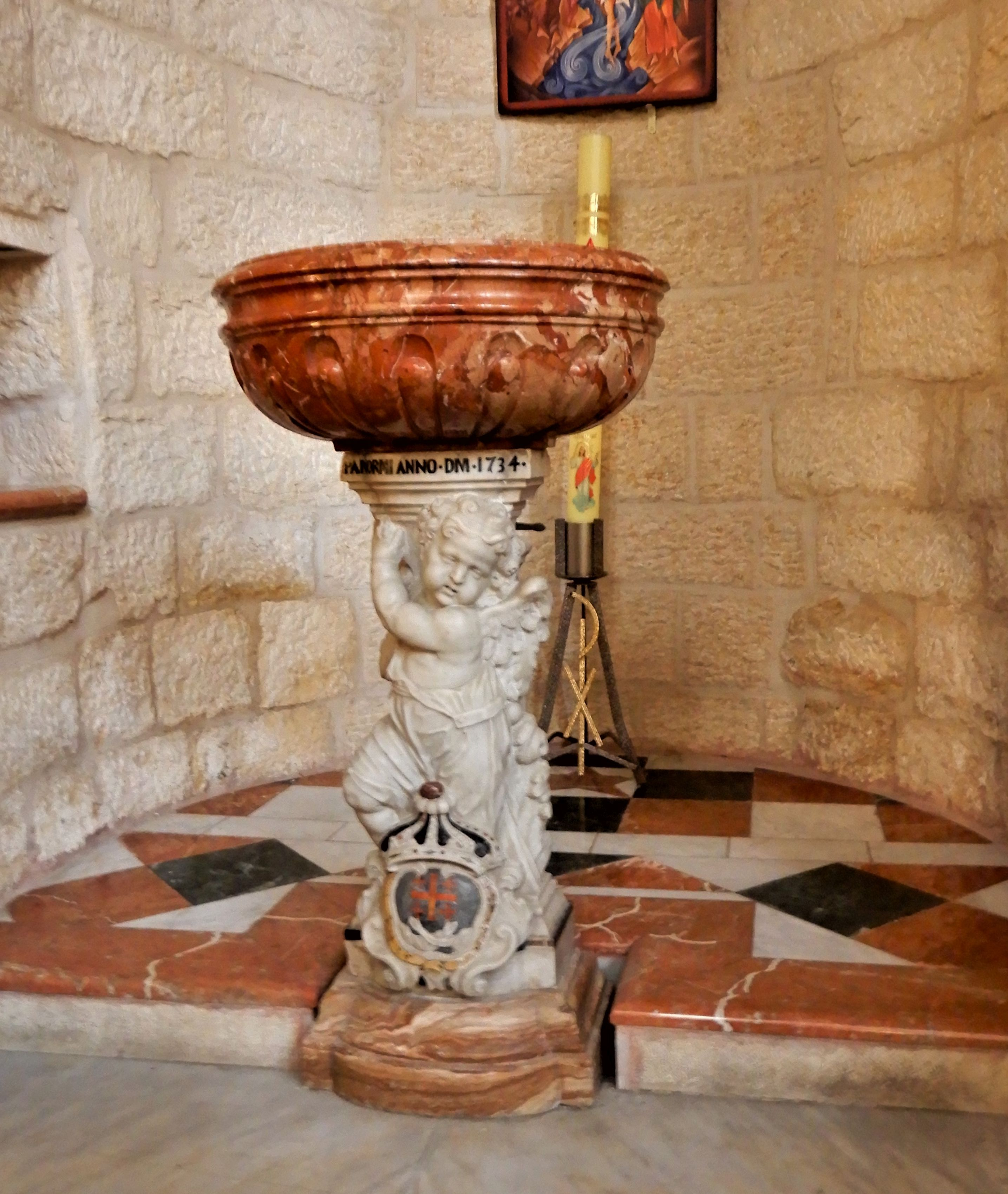
Křitelnice s erbem, 1734
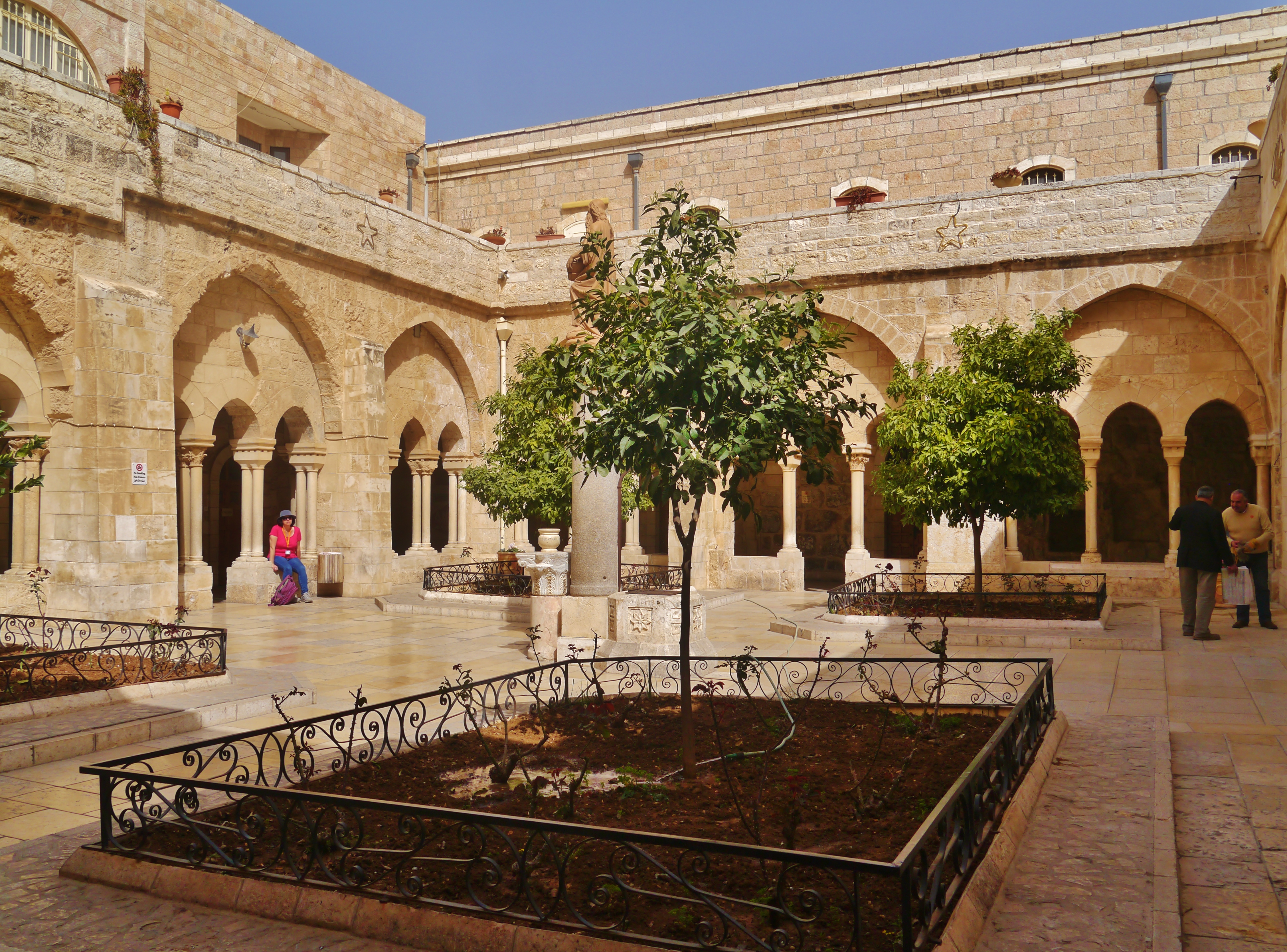
Dvůr ambitu
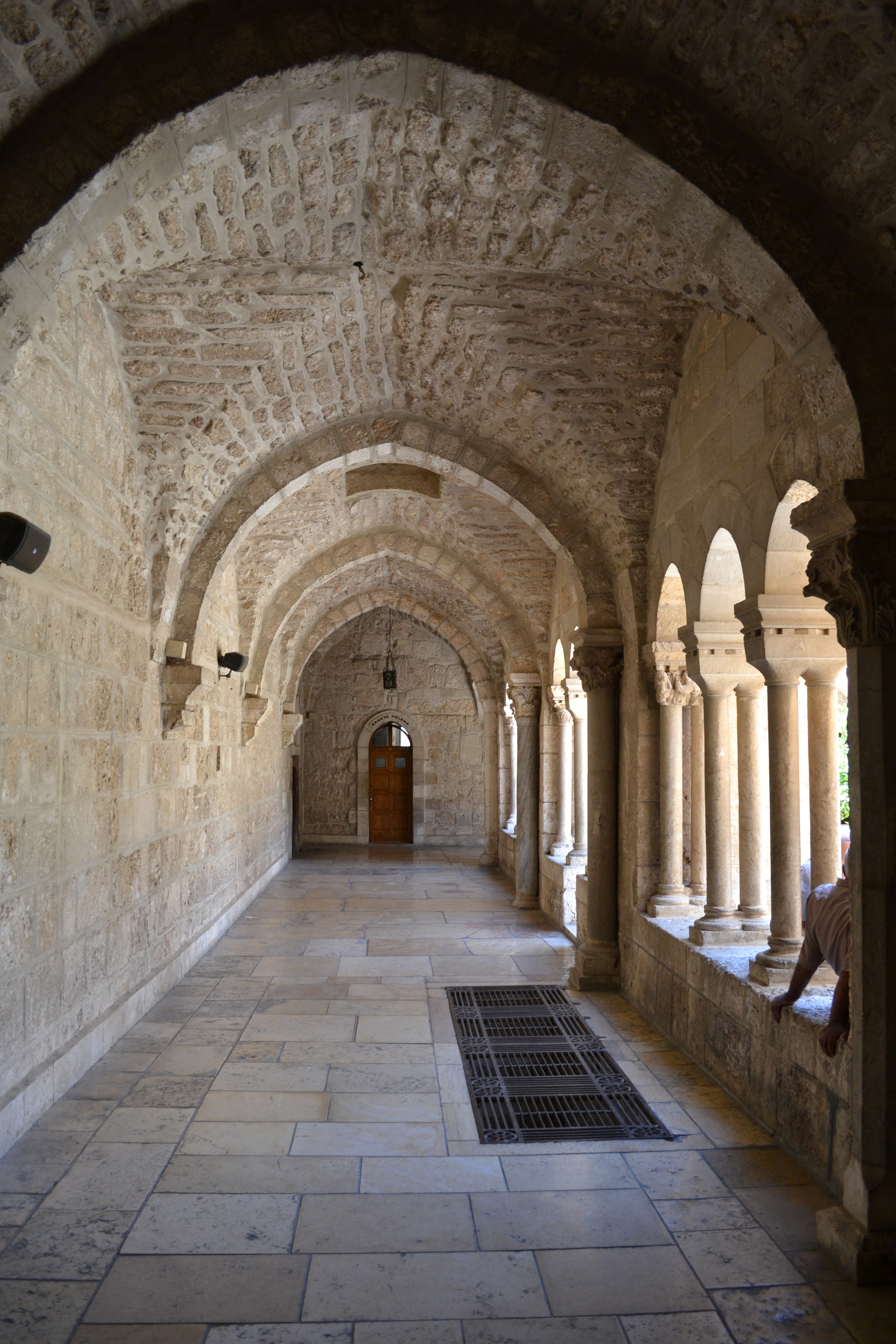
Chodba ambitu
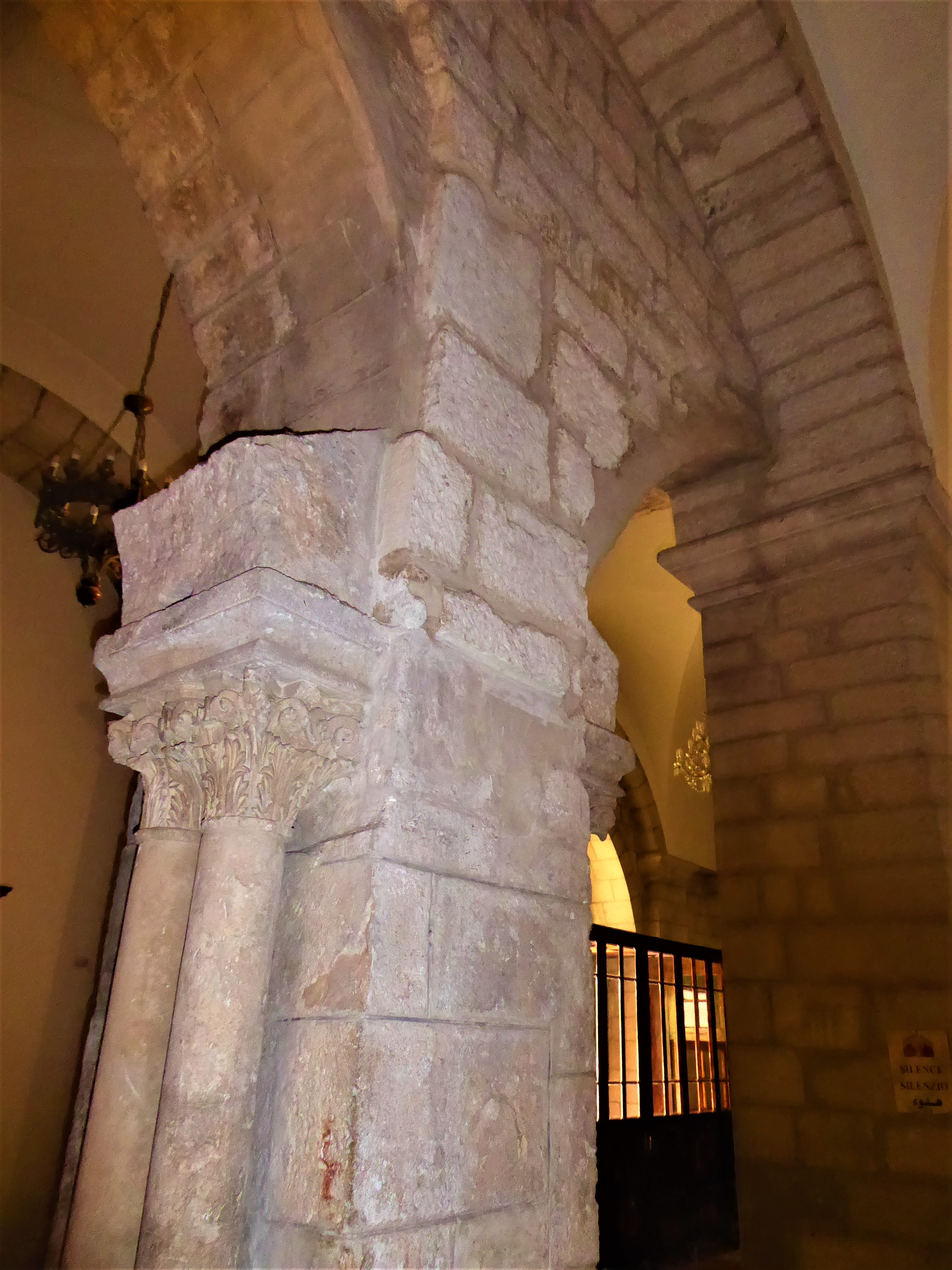
Zbytek středověké mezilodní arkády
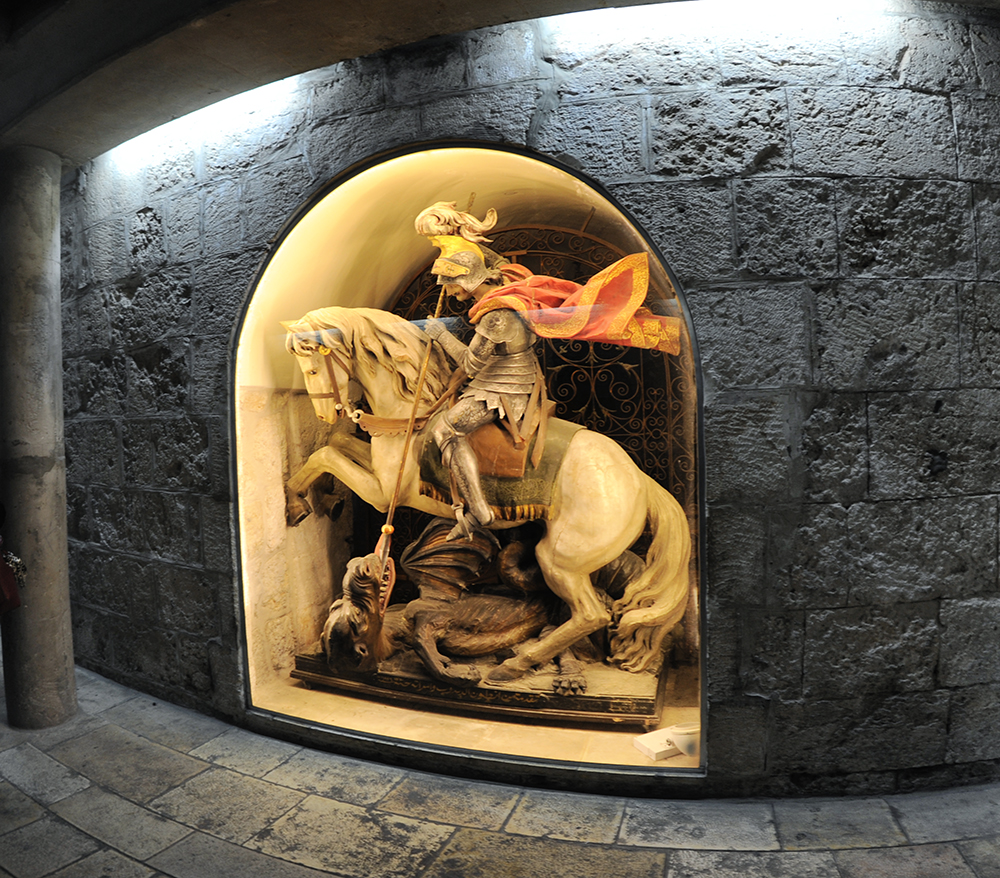
Socha sv. Jiří